# Anna Jesień
Anna Marta Jesień, (Olichwierczuk, de nascimento) (Kostki, Sokołów Podlaski, 10 de dezembro de 1978) é uma antiga atleta polaca, especialista em 400 metros com barreiras, que obteve a medalha de bronze nos Campeonatos Mundiais de 2007. Antes desta final, Jesień venceu uma das semi-finais com o tempo de 53.86 s, marca que é o seu recorde pessoal.